# Kishi Joō
Kishi Joō (徽子女王, 929-985), aussi Yoshiko Joō (承香殿女御, Jokyōden Joō) ou Saigū no Nyōgo (斎宮女御) est une poétesse de waka du milieu de l'époque de Heian. Elle est une des cinq seules femmes choisie pour faire partie de la liste des trente-six grands poètes.
Nombre de ses poèmes sont inclus dans la troisième anthologie impériale de poésie japonaise Shūi wakashū (拾遺和歌集) parue en 1006.